# Elizabeth Lail
Elizabeth Dean Lail (Williamson County, 25 maart 1992) is een Amerikaans actrice. Ze speelde in diverse films en series, waaronder Once Upon a Time, You en Countdown.

## Levensloop
Lail groeide op in Asheboro. Nadat ze de Asheboro High School succesvol had doorlopen en haar diploma in 2010 haalde, begon ze met een opleiding op de University of North Carolina School of the Arts. Hier haalde ze in mei 2014 haar diploma.
Ze maakte haar acteerdebuut in de korte film Model Airplane. Lail maakte in 2014 haar televisiedebuut met een dubbelrol als Joan en prinses Anna in Once Upon a Time. Hierna speelde ze in meerdere series waaronder Dead of Summer en The Blacklist. Van 2018 tot en met 2019 was Lail te zien als Guinevere Beck in de Netflix-serie You, voor deze rol werd ze in 2019 genomineerd voor een Saturn Award in de categorie Beste actrice in een streaming productie.

## Privé
Lail is een dochter van Kay Lurene (Surratt) en Dean Franklin Lail. Ze heeft een oudere zus. In april 2021 trouwde ze met haar man.

## Filmografie

### Film
- 2011: Model Airplane, als Anna
- 2011: Without, als Emily
- 2018: Unintended, als Lea
- 2019: Countdown, als Quinn Harris
- 2023: Five Nights at Freddy's, als Vanessa Afton

### Televisie
- 2014: Once Upon a Time, als Joan / Anna
- 2014: Dead of Summer, als Amy Hughes
- 2017: The Blacklist, als Natalie Luca
- 2018: The Good Fight, als Emily Chapin
- 2018-2019, 2023-2025: You, als Guinevere Beck
- 2021: Gossip Girl, als Lola Morgan
- 2021: Ordinary Joe, als Jenny Banks